# Marwan Kenzari
Marwan Chico Kenzari (ur. 16 stycznia 1983 w Hadze) – tunezyjsko-holenderski aktor i komik. Występował zarówno w filmach holendersko- jak i angielskojęzycznych. W 2013 zdobył nagrodę Golden Calf for Best Actor.

## Życiorys

### Wczesne lata
Urodził się w Hadze, w rodzinie pochodzenia tunezyjskiego. Zaczął występować jako nastolatek, kiedy dziewczyna, z którą się spotykał, zapisała ich na przesłuchanie do holenderskiej wersji musicalu Chicago. W 2009 ukończył szkołę Toneelacademie Maastricht (Akademię Sztuk Scenicznych) w Maastricht i współpracował z Ivo van Hove w Amsterdam Theatre Group, grając w takich sztukach jak Anioły w Ameryce i Opening Night. 

### Kariera
W 2008 zadebiutował na ekranie jako Giac w dramacie Siostra Katii (Het zusje van Katia). Wkrótce w dramacie telewizyjnym Maite was hier (2009) w roli lekarza Vuca, komediodramacie Ostatnie dni Emmy Blank (De laatste dagen van Emma Blank, 2009) jako Martin, filmie krótkometrażowym Wolken #2 (2009) jako Chico, dramacie kryminalnym Loft (2010) w roli Toma Fennekera i serialu telewizyjnym Czarna wdowa (Penoza, 2012-2013) jako Mustafa „Moes” Eski. Jego przełomową rolą była postać Majida, marokańskiego imigranta kickboxera, który wyszedł z więzienia i musi wybrać między życiem przestępczym a karierą w dramacie kryminalnym Wolf (2013), za którą zdobył nagrodę Złotego Cielca dla najlepszego aktora na Holenderskim Festiwalu Filmowym. Film został przetłumaczony na język rosyjski przez Andreya Efremova i pokazany na 2013 VOLOGDA (Vologda Independent Cinema from European Screens) Film Festival. 
W 2014 zdobył Shooting Stars Award, rozdawaną w trakcie Międzynarodowego Festiwalu Filmowego w Berlinie. 
Kenzari mówi po arabsku, holendersku, francusku i angielsku. Grał w takich anglojęzycznych filmach jak dreszczowiec Zderzenie (Collide, 2016) u boku Anthony’ego Hopkinsa i dramat historyczny Przyrzeczenie (The Promise, 2016). W anglojęzycznym filmie Ben-Hur (2016) zagrał postać rzymskiego kapitana, który jest zamieszany w zdradę Messali (Toby Kebbell). Był na okładkach „Men’s Health” (we wrześniu 2013), „Vogue” (w marcu 2016) i „Vogue Man” (w maju 2020).
W przygodowym filmie familijnym fantasy Guya Ritchiego Aladyn (2019) zagrał kultowego złoczyńcę Dżafara, za którą był nominowany do Teen Choice Awards w kategorii najlepszy filmowy czarny charakter. W filmie The Old Guard (2020) został obsadzony w roli Joego / Yusufa Al-Kaysaniego, muzułmańskiego wojownika, który brał udział w krucjacie, a także kochanka Nicky’ego.

## Filmografia

### Film
| Rok  | Tytuł                        | Rola                   | Reżyser                         | Komentarz |
| ---- | ---------------------------- | ---------------------- | ------------------------------- | --------- |
| 2008 | Katia's Sister               | Giac                   | Mijke de Jong                   |           |
| 2009 | Ostatnie dni Emmy Blank      | Martin                 | Alex van Warmerdam              |           |
| 2010 | Loft                         | Tom Fenneker           | Antoinette Beumer               |           |
| 2011 | Rabat                        | Zakaria                | Victor D. Ponten & Jim Taihuttu |           |
| 2012 | Na zrywce                    | Youssef                | Arne Toonen                     |           |
| 2013 | Wolf                         | Majid                  | Jim Taihuttu                    |           |
| 2014 | Hartenstraat                 | Daan                   | Sanne Vogel                     |           |
| 2014 | Sprawa Lucii de B.           | detektyw Ron Leeflang  | Paula van der Oest              |           |
| 2014 | Reckless                     | Rico                   | Joram Lürsen                    |           |
| 2014 | Grab My Heart                | Richard                | Kees van Nieuwkerk              |           |
| 2014 | Pewniak                      | Rico                   | Joram Lürsen                    |           |
| 2016 | Zderzenie                    | Matthias               | Eran Creevy                     |           |
| 2016 | Ben-Hur                      | Druses                 | Timur Biekmambietow             |           |
| 2016 | Przyrzeczenie                | Emre Ogan              | Terry George                    |           |
| 2017 | Mumia                        | Malik                  | Alex Kurtzman                   |           |
| 2017 | Siedem sióstr                | Adrian Knowles         | Tommy Wirkola                   |           |
| 2017 | Murder on the Orient Express | Pierre Michel          | Kenneth Branagh                 |           |
| 2018 | Kryptonim Anioł              | Ashraf Marwan          | Ariel Vromen                    |           |
| 2019 | Aladyn                       | Jafar                  | Guy Ritchie                     |           |
| 2020 | The Old Guard                | Joe / Yusuf Al-Kaysani | Gina Prince-Bythewood           |           |
| 2022 | Black Adam                   |                        | Jaume Collet-Serra              |           |

### Telewizja
| Rok       | Tytuł              | Rola           | Komentarz        |
| --------- | ------------------ | -------------- | ---------------- |
| 2008–2010 | Flikken Maastricht | Luca de Keyzer | 7 odcinków       |
| 2009      | Maite was hier     | Vuc            | film telewizyjny |
| 2012      | Van God Los        | Frank Hendrikx | 1 odcinek        |
| 2012–2013 | Penoza             | Mustafa        | 8 odcinków       |